# Raipur (huyện)
Huyện Raipur là một huyện thuộc bang Chhattisgarh, Ấn Độ. Thủ phủ huyện Raipur đóng ở Raipur. Huyện Raipur có diện tích 13083 ki lô mét vuông. Đến thời điểm năm 2001, huyện Raipur có dân số 3009042 người.